# Lepidochrysops longifalces
Lepidochrysops longifalces är en fjärilsart som beskrevs av Tite 1961. Lepidochrysops longifalces ingår i släktet Lepidochrysops och familjen juvelvingar. Inga underarter finns listade i Catalogue of Life.